# کارل لیندبرگ (نوازندۀ ویولن)
کارل (کارل) یوهان لیندبرگ (به انگلیسی: Karl (Carl) Johan Lindberg) (۸ مارس ۱۸۳۷، آسکاینن - ۲۱ دسامبر ۱۹۱۴، استکهلم) نوازنده ویولن فنلاندی بود.
والدین لیندبرگ، باغبان هنریک راینهولد لیندبرگ و گوستافوا لیندستروم بودند. او ویولن را در هلسینکی زیر نظر فردریک پاکیوس و از سال ۱۸۵۶ تا ۱۸۶۱ در [[لایپزیگ]، هانوفر، وایمار و وین به عنوان شاگرد دیوید و یواخیم آموخت. پس از بازگشت به هلسینکی، او از سال ۱۸۶۱ تا ۱۸۶۴ به عنوان رهبر کنسرت در ارکستر تئاتر جدید هلسینکی مشغول به کار شد. سپس از سال ۱۸۶۹ تا ۱۹۰۳ به عنوان نوازنده ویولن در ارکستر دربار به استکهلم نقل مکان کرد. او از سال ۱۸۷۳ تا ۱۹۰۳ اولین معلم ویولن در فرهنگستان موسیقی سلطنتی سوئد بود. لیندبرگ در سال ۱۸۹۷ عنوان استادی را دریافت کرد. او آثاری در زمینه آموزش موسیقی، به ویژه در زمینه آموزش ویولن، منتشر کرد و تورهای کنسرتی از سوئد به فنلاند، آلمان و اتریش برگزار کرد.
همسر لیندبرگ از سال ۱۸۶۷ امیلیا ویک (۱۸۶۷–۱۹۲۶) بود. دختر عموی او آلیه لیندبرگ، پیانیست، بود.
دختر خانواده لیندبرگ، السا لیندبرگ-دولت (۱۸۷۲–۱۹۴۴)، در سال ۱۹۰۲ با شاهزاده ایرانی  میرزا رضا خان ارفع ازدواج کرد. او در ایران ساکن شد و چندین اثر به زبان سوئدی نوشت که به فنلاندی نیز ترجمه شدند،
دختر دیگر این خانواده، سیگرید لیندبرگ به نواختن ویولن و تدریس موسیقی مشغول شد.